# Burg Wilhelmstein
Die Burg Wilhelmstein ist die Ruine einer Burg im Tal der Wurm an ihrem östlichen Ufer beim Würselener Stadtteil Bardenberg in der Städteregion Aachen. Sie beherbergt eine Freilichtbühne und ist jedes Jahr von Mai bis September Veranstaltungsort für Konzerte, Kabarett und Kino.

## Aufbau
Die Niederungsburg wurde mit Bruchsteinmauern und Verteidigungsbastion als Fliehburg angelegt, so dass in Kriegs- und Notzeiten die Bevölkerung von den Lehnshöfen und aus der Ortschaft Bardenberg dort Schutz finden konnte. Die Ruine besteht aus einer ursprünglich durch einen Wassergraben geschützten Vorburg mit Rundturm und gotischem Torbogen sowie dem ehemals fünf Stockwerke hohen Bergfried mit angrenzendem Palas. Der Rundturm der Vorburg war ursprünglich der Kerker der Burg, und noch heute ist die Rolle der Zugbrückenkette zu sehen.

## Geschichte

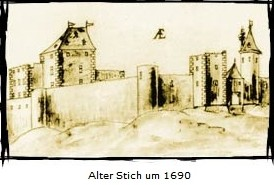

Die Wurm bildete zur Zeit der Karolinger an der Stelle der Burg die Grenze zwischen dem Jülichgau und dem Maasgau sowie zeitweise die Diözesangrenze der Bistümer Köln und Lüttich. Des Weiteren verlief etwa 1 km südlich die Grenze des Aachener Reiches.
Von 1265 bis 1269 erbaut Graf Wilhelm IV. von Jülich auf den Resten einer älteren Grenzfeste die nach ihm benannte Burg Wilhelmstein. Sie wird aber erst im Jahr 1344 schriftlich erwähnt. Ursprünglich ist sie Sitz des Jülicher Amts Wilhelmstein, eines der Ämter im Herzogtum Berg, zu welchem neben drei Gerichten unter anderem Bank, Bardenberg, Broich, Dürwiß, Euchen, Hamich, Hastenrath, Heistern, Kohlscheid, Langerwehe, Linden-Neusen, Niederbardenberg, Nothberg, Ofden, Pley, Volkenrath, Vorweiden und Werth gehören.
Die Burg Wilhelmstein hatte in den Jahren 1690/1691 besonders unter den Verwüstungen durch französische Truppen Ludwig des XIV. zu leiden, die das Rheinland auf ihren Raubzügen unsicher machten. Im Spanischen Erbfolgekrieg Anfang des 18. Jahrhunderts wurde die Anlage stark zerstört. Die Burg hatte im Laufe der Jahrhunderte mehrfach den Eigentümer gewechselt. 
Anfang des 19. Jahrhunderts erklärt die französische Verwaltung die Burg mit ihren umliegenden Waldungen zu Staatseigentum und verkauft das Anwesen an Privatleute. 1825, bereits zu Preußen gehörend und zuletzt im Eigentum der Familie von der Brügghen, wird das Anwesen für 1.500 Taler Gold an die Familie des preußischen Landrates Friedrich Joseph Freiherr von Coels von der Brügghen zwangsversteigert, dessen Nachkommen das Anwesen 1950 den heutigen Eigentümern, der Familie Sevenich, weiterverkauften.

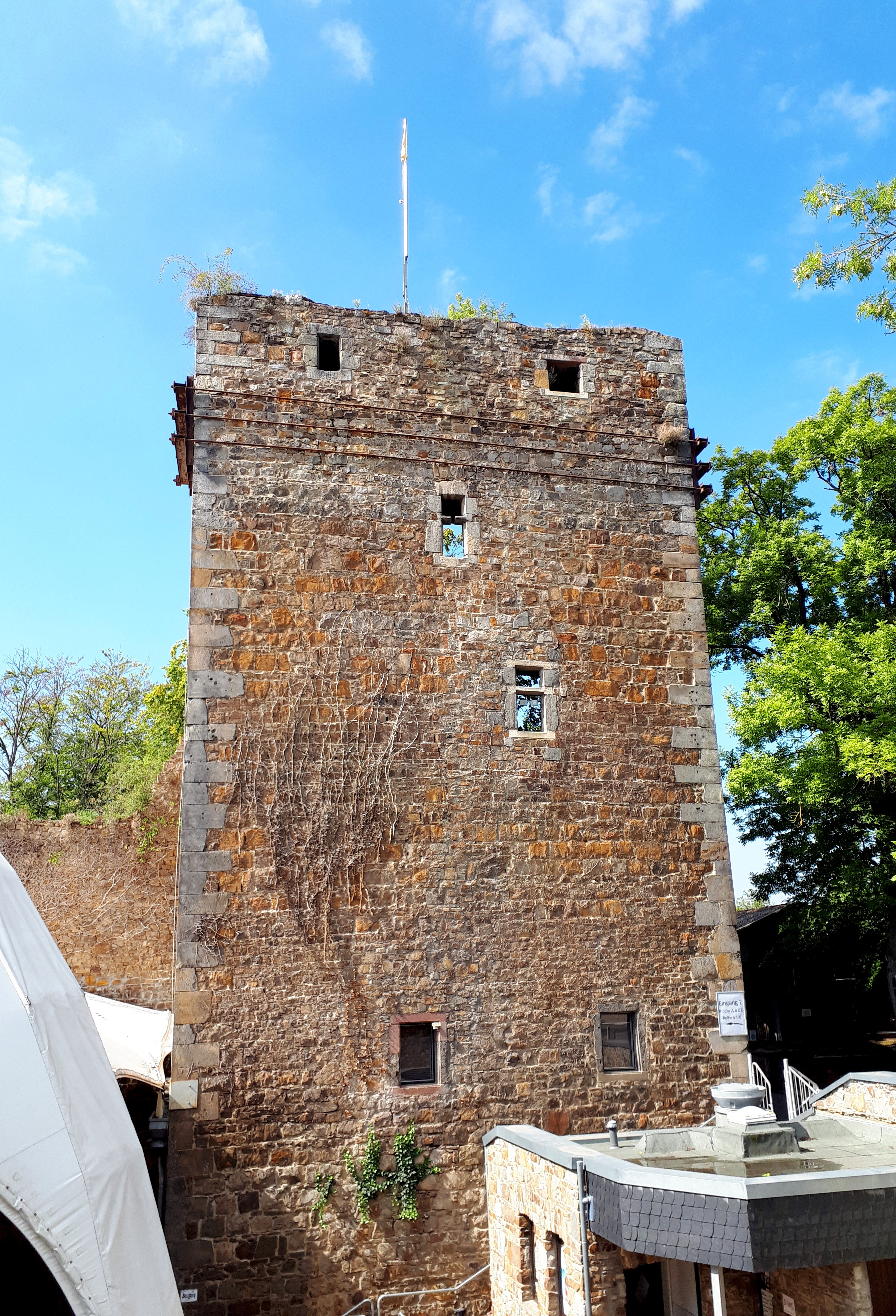
Turm
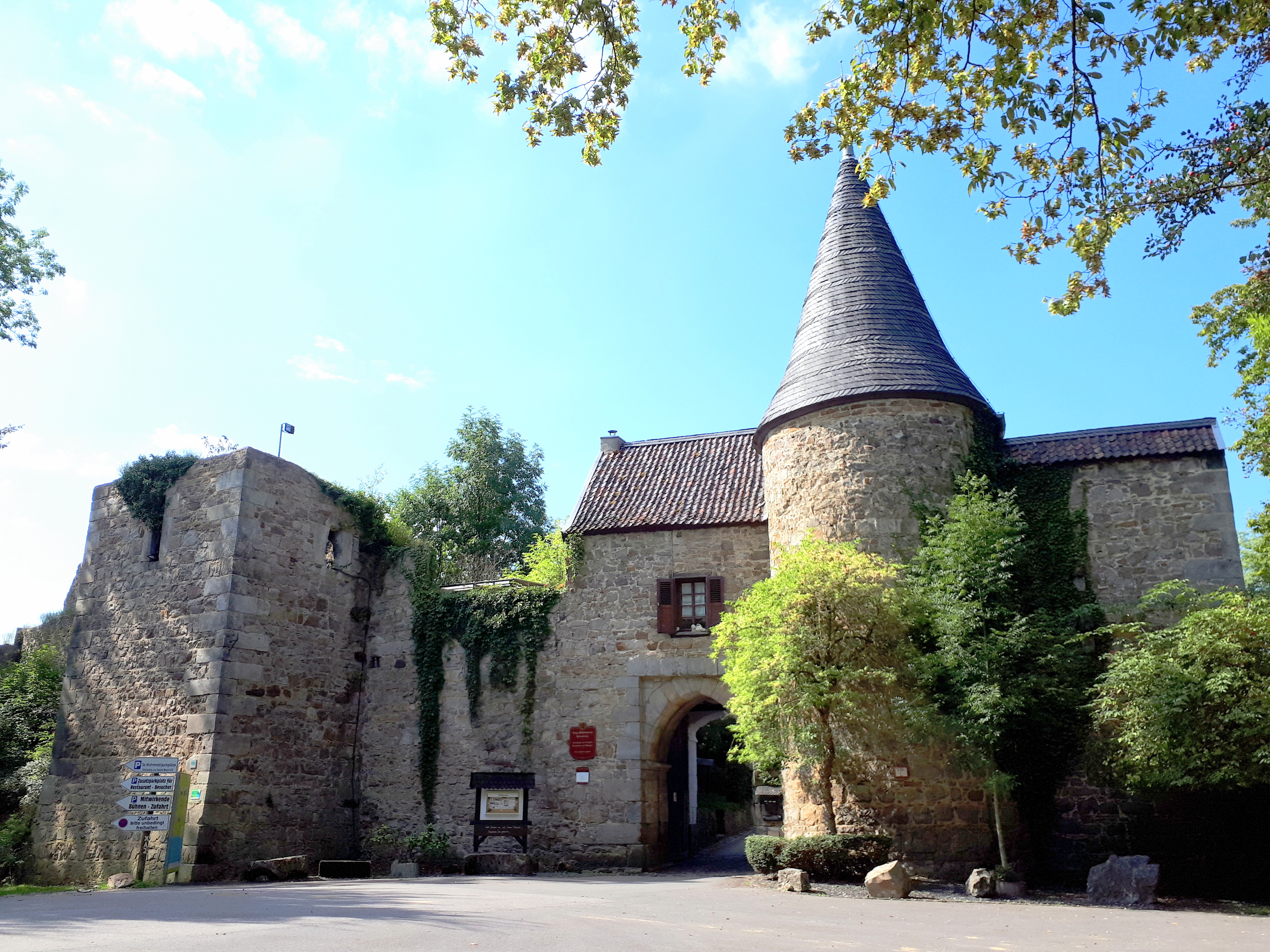
Eingang
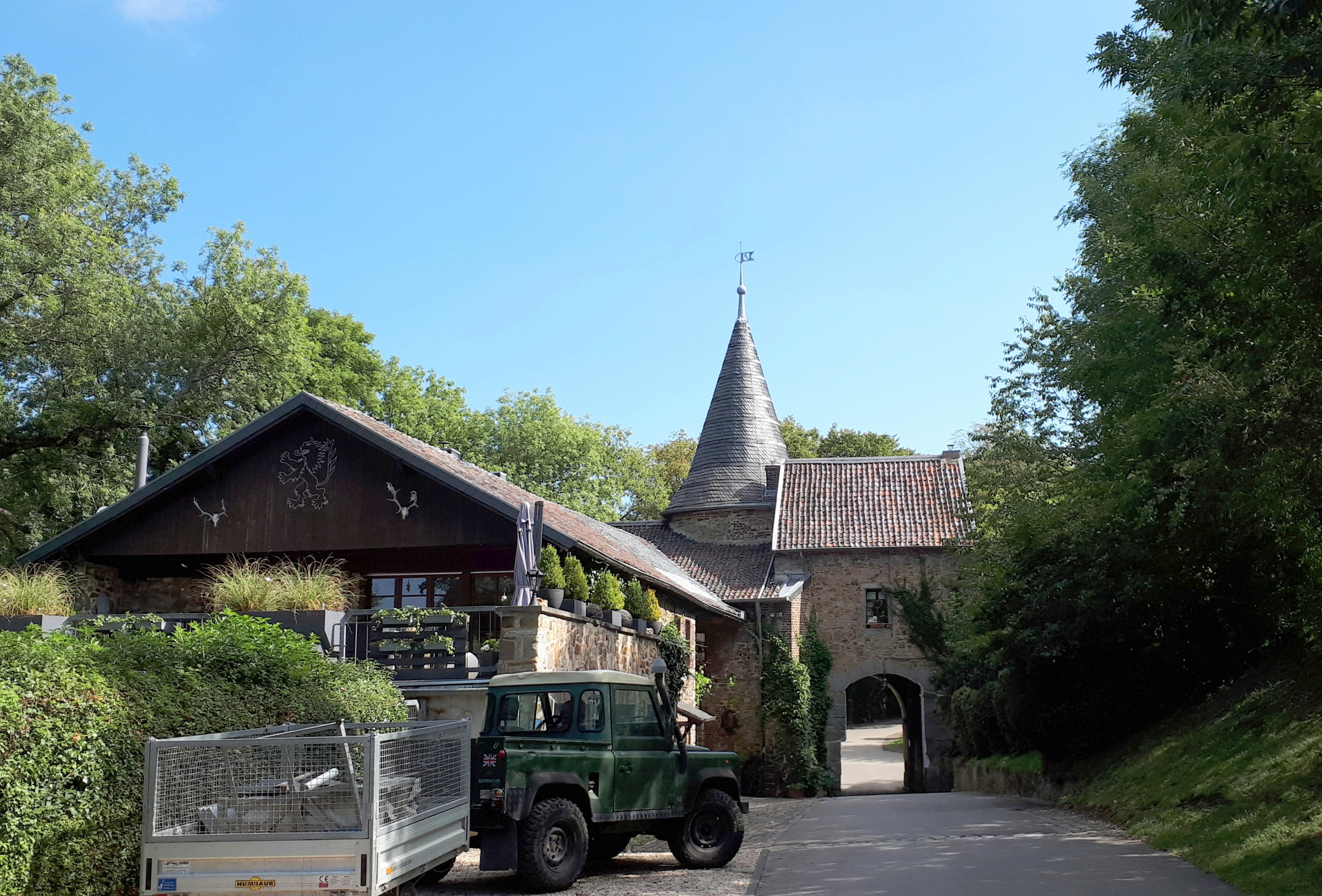
Innenhof
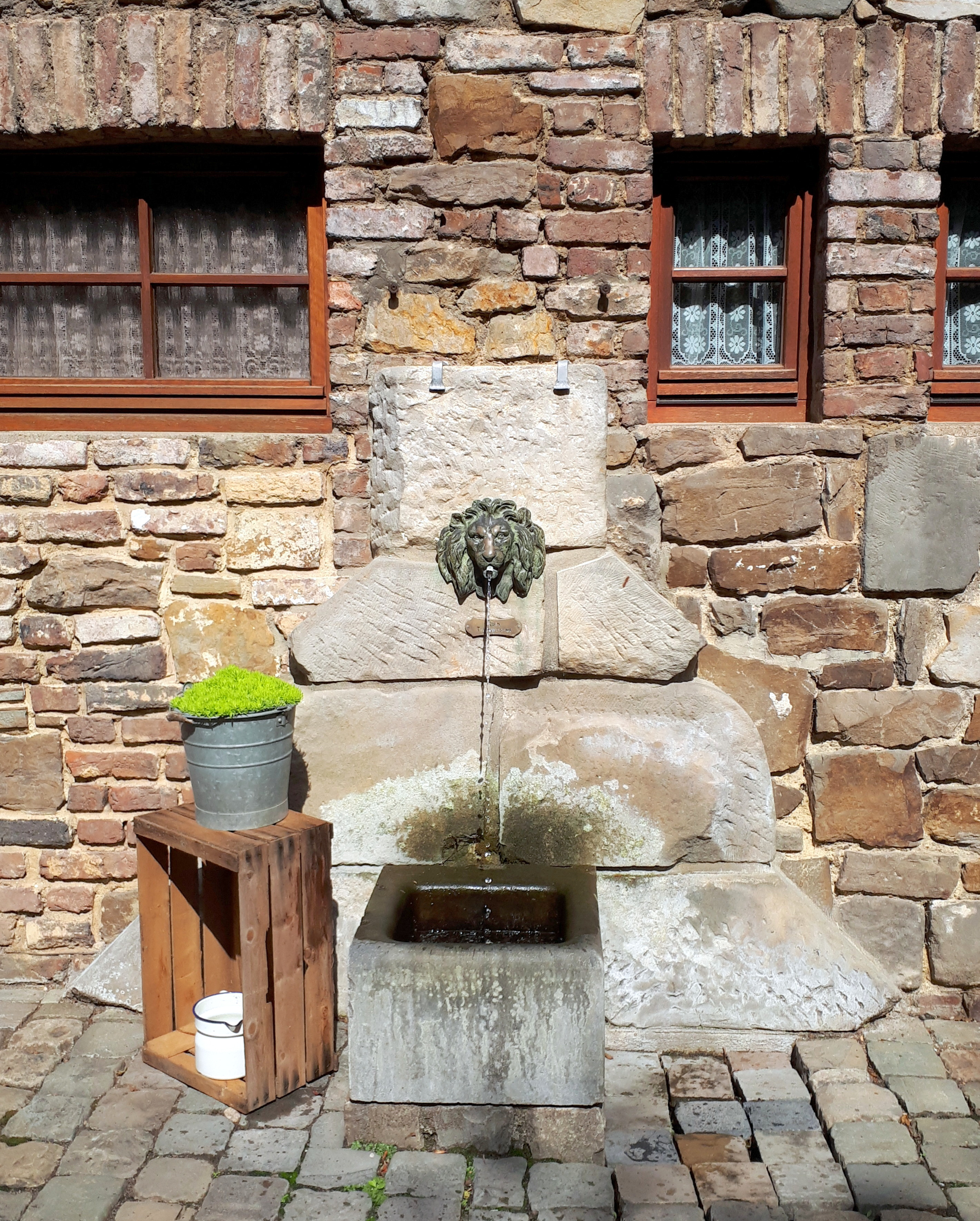
Brunnen